# Primair thallus
Primair thallus is een term uit de lichenologie waarmee de thalli zónder de eventuele podetiën van een korstmos bedoeld worden. De primaire thalli omvatten de (min of meer) liggend op het substraat groeiende thalli; veelal vormen deze grondschubben.

## Fotogalerij

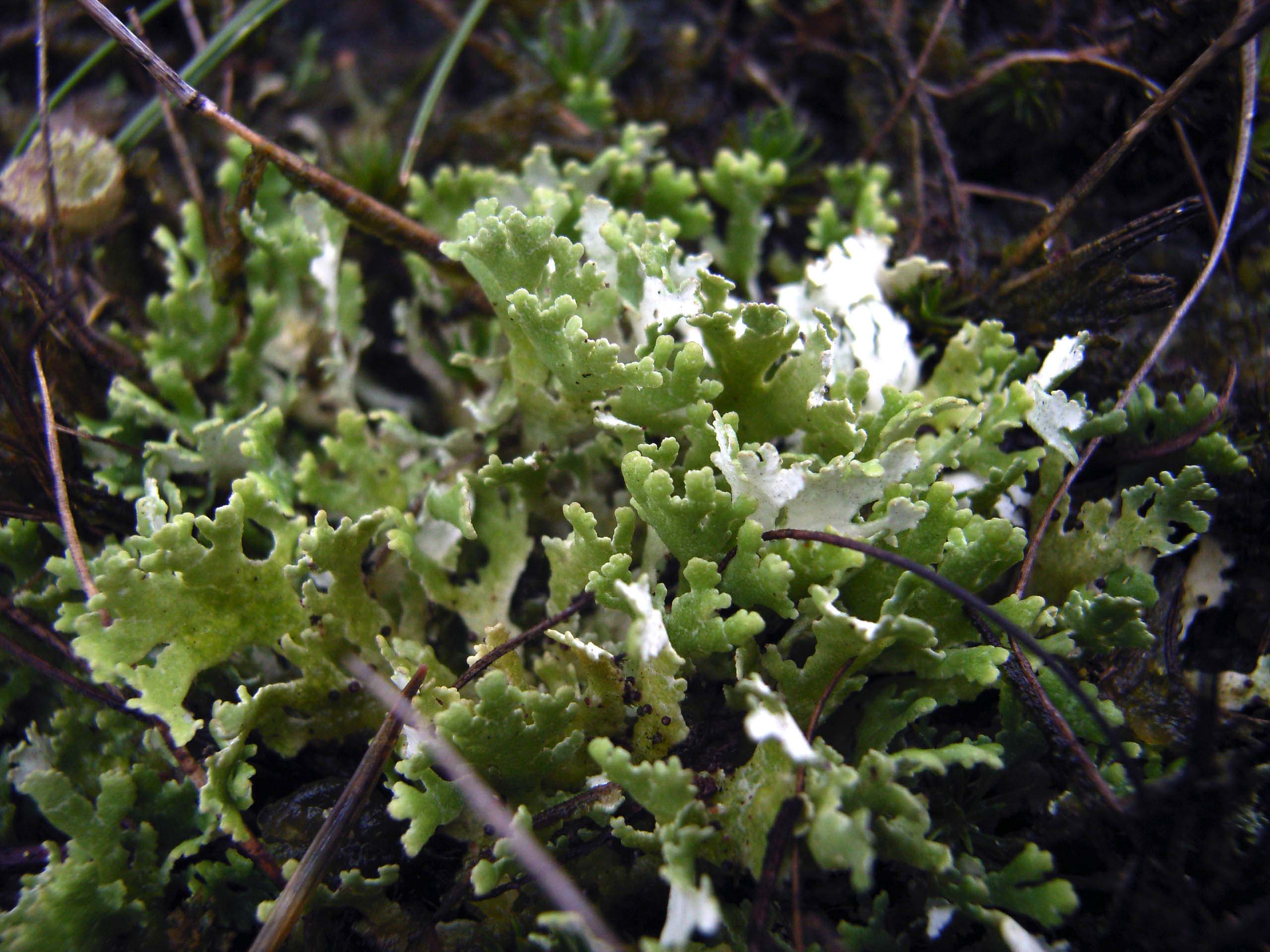
Primair thallus van zomersneeuw
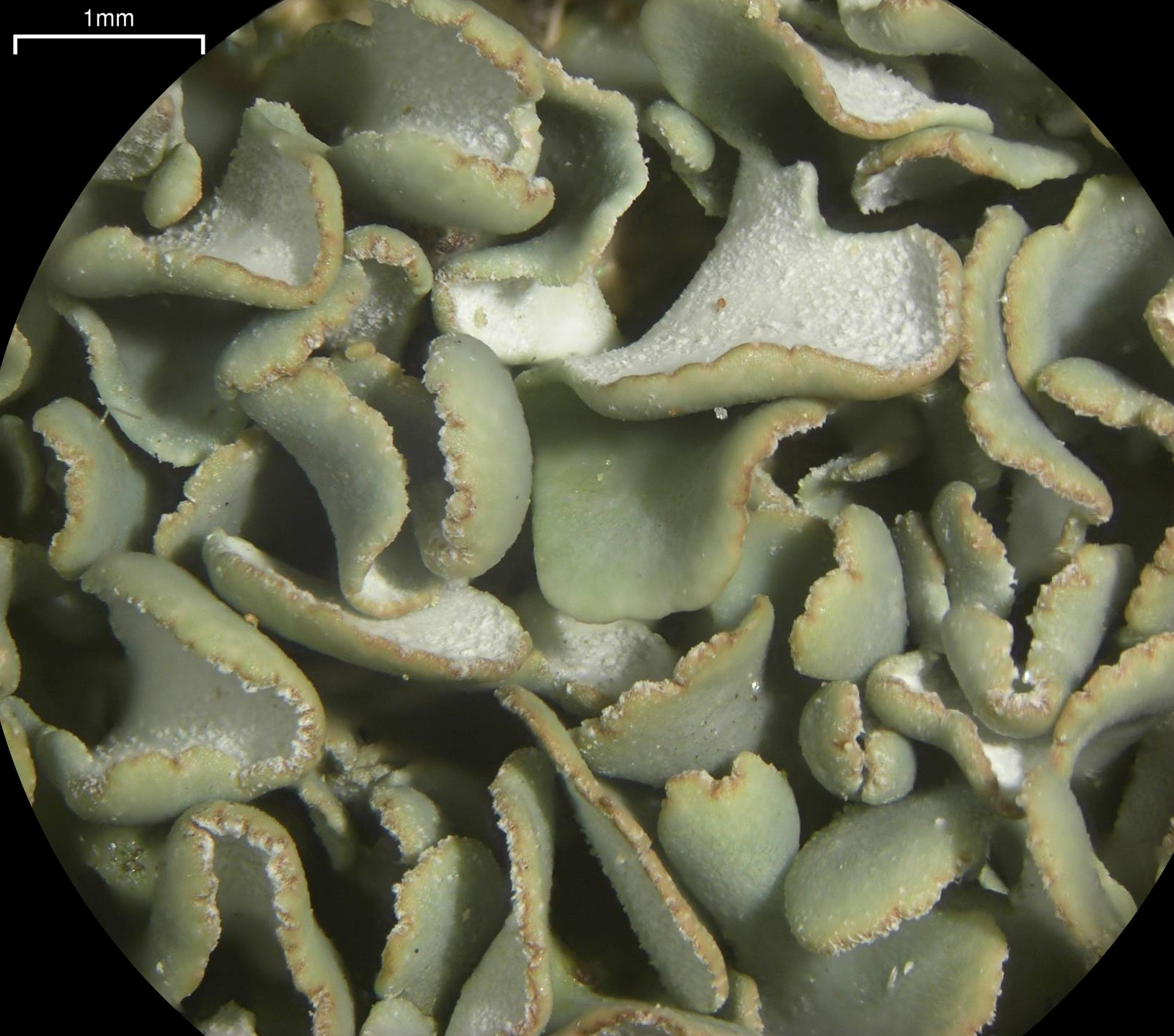
Primair thallus van Cladonia polycarpoides
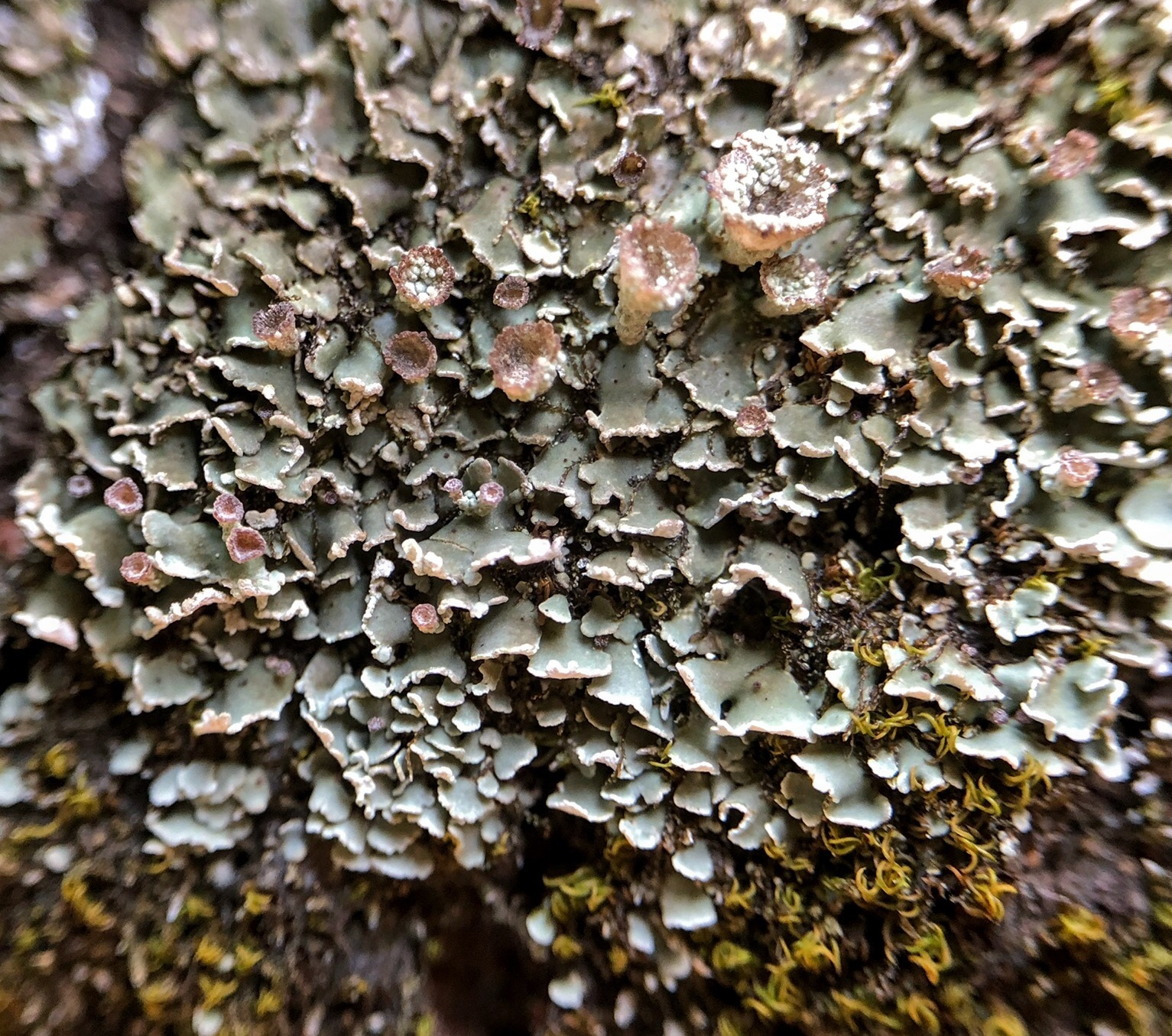
Primair thallus met ook enkele podetiën van duinbekermos